# Formas de poder según French y Raven

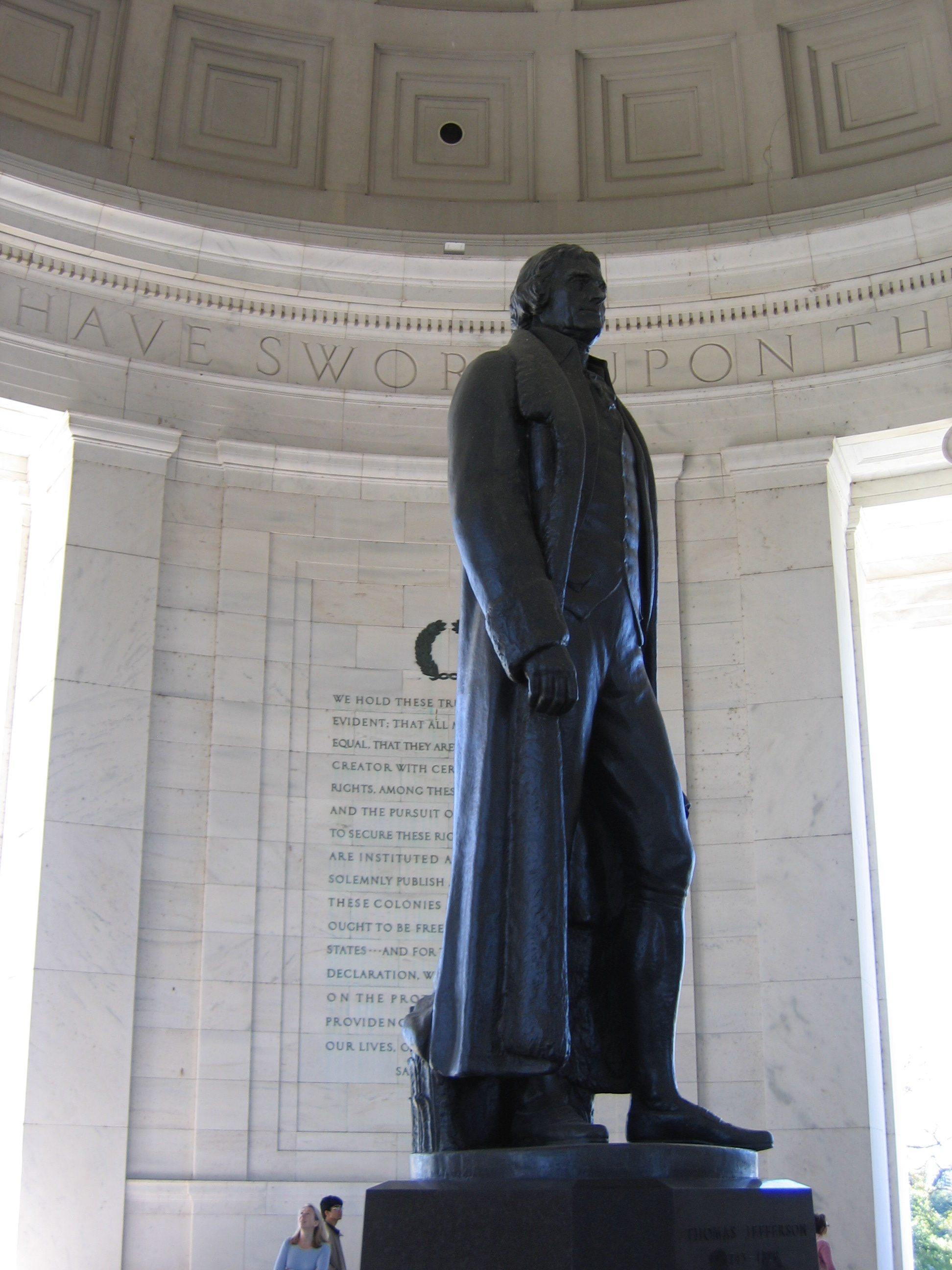
Estatua de Thomas Jefferson en su Memorial

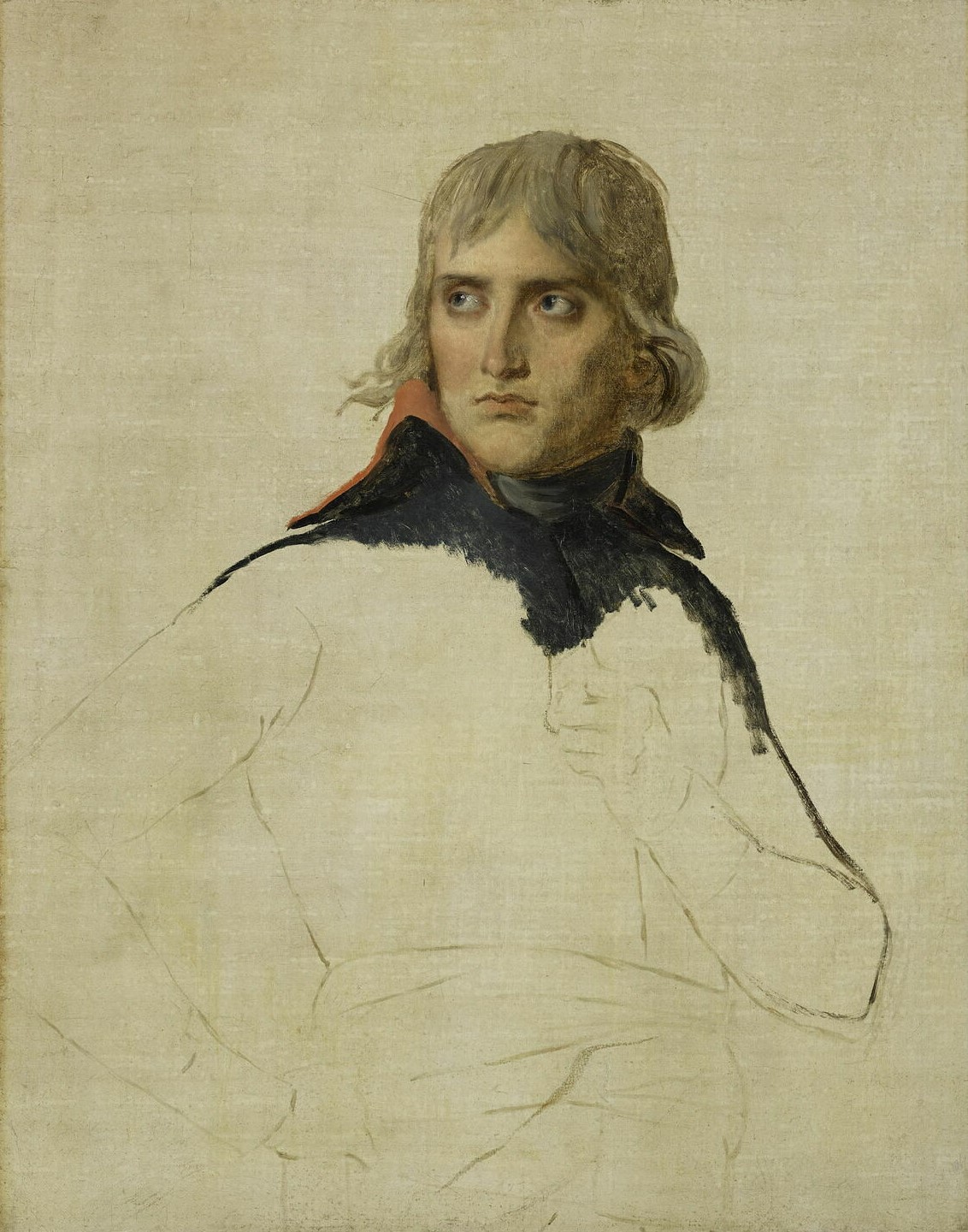
Napoleón por Jacques-Louis David

Según un notable estudio sobre el poder llevado a cabo por los psicólogos sociales John R. P. French y Bertram Raven en 1959, el poder se divide en cinco formas separadas y distintas. En 1965 Raven revisó este modelo para incluir una sexta forma mediante la separación del poder informativo como forma distinta del poder de los expertos.

## Planteamiento

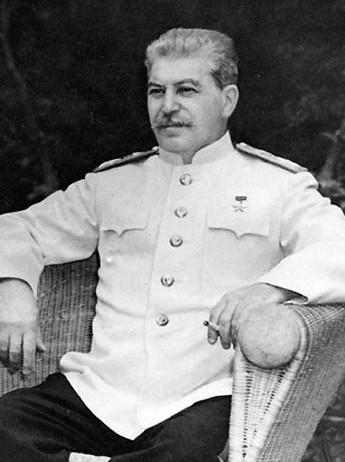
Stalin en 1945

En relación con los estudios de comunicación social, el poder en los entornos de influencia social ha introducido un gran campo de investigación relacionado con las tácticas de persuasión y las prácticas de liderazgo. A través de estudios de comunicación social, se ha teorizado que el liderazgo y el poder están estrechamente vinculados. Se ha presumido además que las diferentes formas de poder afectan el liderazgo y el éxito. Esta idea se usa a menudo en la comunicación organizacional. En un estudio notable del poder realizado por los psicólogos sociales John R. P. French y Bertram Raven en 1959, el poder se divide en cinco formas separadas y distintas. Identificaron esas cinco formas de poder como la coactiva, la de recompensa, la legítima, la de referencia y la experta. 
Esto fue seguido por la identificación posterior de Raven en 1965 de una sexta forma de poder separada y distinta: el poder informativo. Además, French y Raven definieron la influencia social como un cambio en la creencia, actitud o comportamiento de una persona (el objetivo de influencia) que resulta de la acción de otra persona (un agente influyente), y definieron el poder social como el potencial para tal influencia, es decir, la capacidad del agente para provocar tal cambio utilizando los recursos disponibles.
Aunque ha habido muchas definiciones formales de liderazgo que no incluyen la influencia y el poder social, cualquier discusión sobre liderazgo debe lidiar inevitablemente con los medios por los cuales un líder logra que los miembros de un grupo u organización actúen y se muevan en una dirección particular.
Por lo tanto, esto se debe considerar "poder" en situaciones de influencia social.

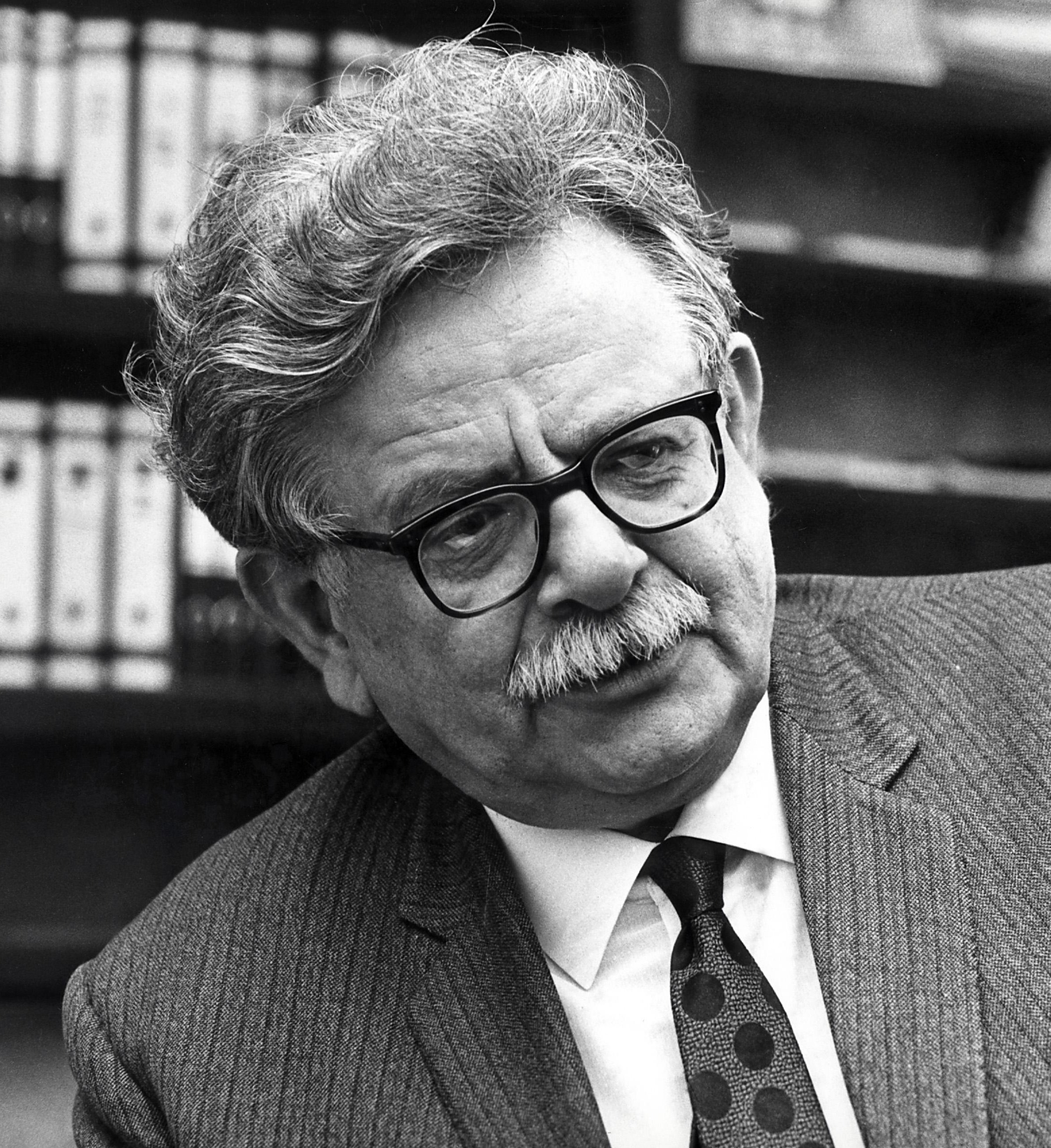
Elias Canetti

Posteriormente el modelo ha pasado por desarrollos muy significativos: la coerción y la recompensa pueden tener formas tanto personales como impersonales. El poder de los expertos y referentes puede ser negativo o positivo. El poder legítimo, además del poder de posición, puede basarse en otras obligaciones normativas: reciprocidad, equidad y responsabilidad. La información puede ser utilizada en forma directa o indirecta.
Las formas de poder French-Raven se introducen teniendo en cuenta el nivel de observabilidad y la medida en que el poder depende o es independiente de las condiciones estructurales. Usando estas consideraciones, es posible vincular los procesos personales a las condiciones estructurales.
French y Raven definieron el poder social como el potencial de influencia (un cambio en la creencia, la actitud o el comportamiento de alguien que es el objetivo de la influencia.
Como sabemos, el liderazgo y el poder están estrechamente vinculados. Este modelo muestra cómo las diferentes formas de poder afectan el liderazgo y el éxito. Esta idea se usa a menudo en la comunicación organizacional y en toda la fuerza de trabajo. "Las formas de poder French-Raven se introducen teniendo en cuenta el nivel de observabilidad y la medida en que el poder es dependiente o independiente de las condiciones estructurales. La dependencia se refiere al grado de internalización que se produce entre las personas sujetas al control social y si es posible vincular los procesos personales a las condiciones estructurales".

## Tipología original

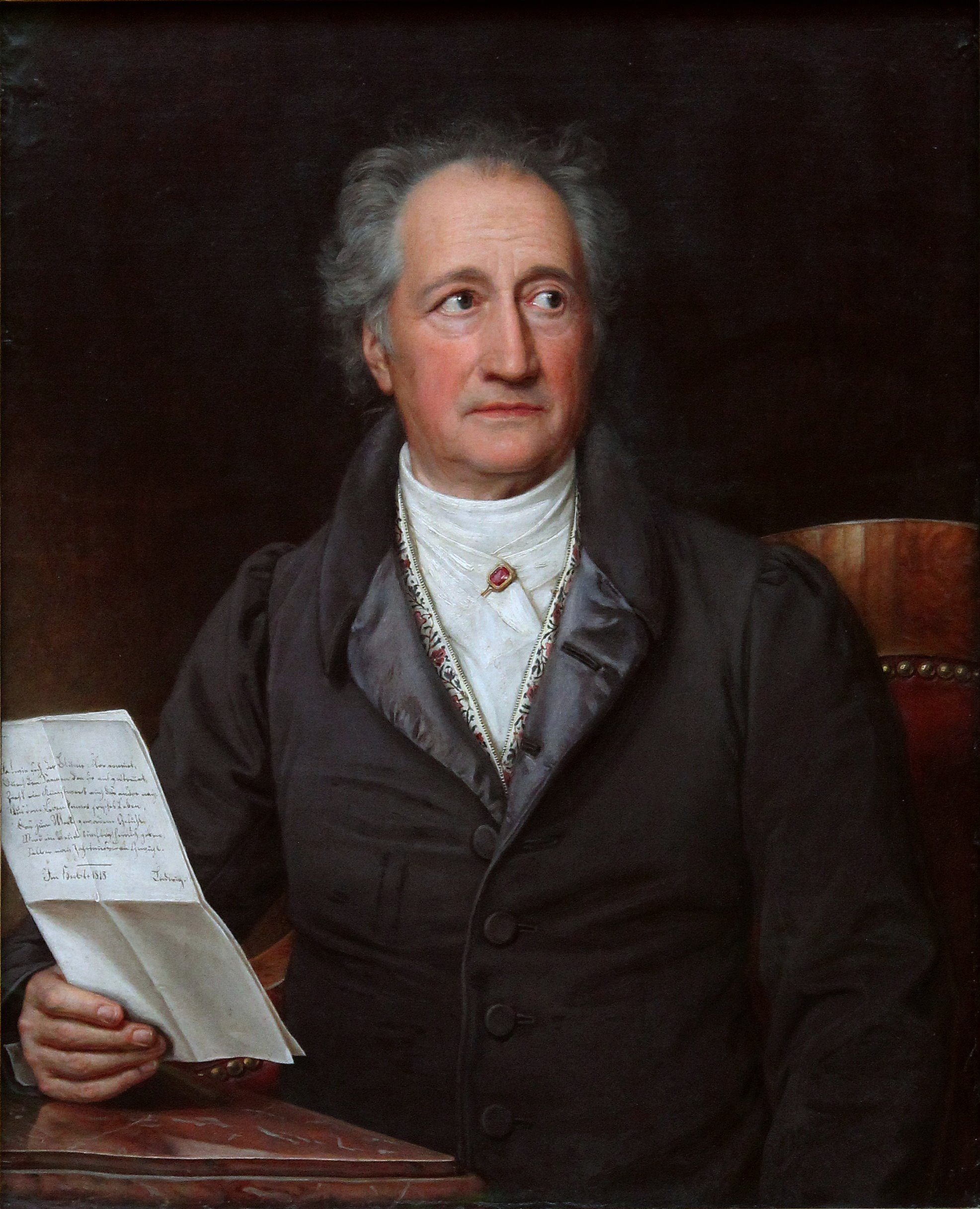
Goethe (Stieler 1828)

Las bases del poder social han evolucionado a lo largo de los años con beneficios provenientes de investigaciones avanzadas y desarrollos teóricos en campos relacionados. Sobre la base de la investigación y la evidencia, ha habido muchos otros desarrollos y elaboraciones sobre la teoría original. French y Raven desarrollaron un modelo original que describe las dependencias de cambio y también delinean cada base de poder.

### Tabla 1
| Base de Poder | Dependencia social del Cambio | Importancia de la Vigilancia |
| ------------- | ----------------------------- | ---------------------------- |
| Coacción      | Socialmente Dependiente       | Importante                   |
| Recompensa    | Socialmente Dependiente       | Importante                   |
| Legitimidad   | Socialmente Dependiente       | Sin importancia              |
| Experto       | Socialmente Dependiente       | Sin importancia              |
| Referente     | Socialmente Dependiente       | Sin importancia              |
| Informativo   | Socialmente Independiente     | Sin importancia              |

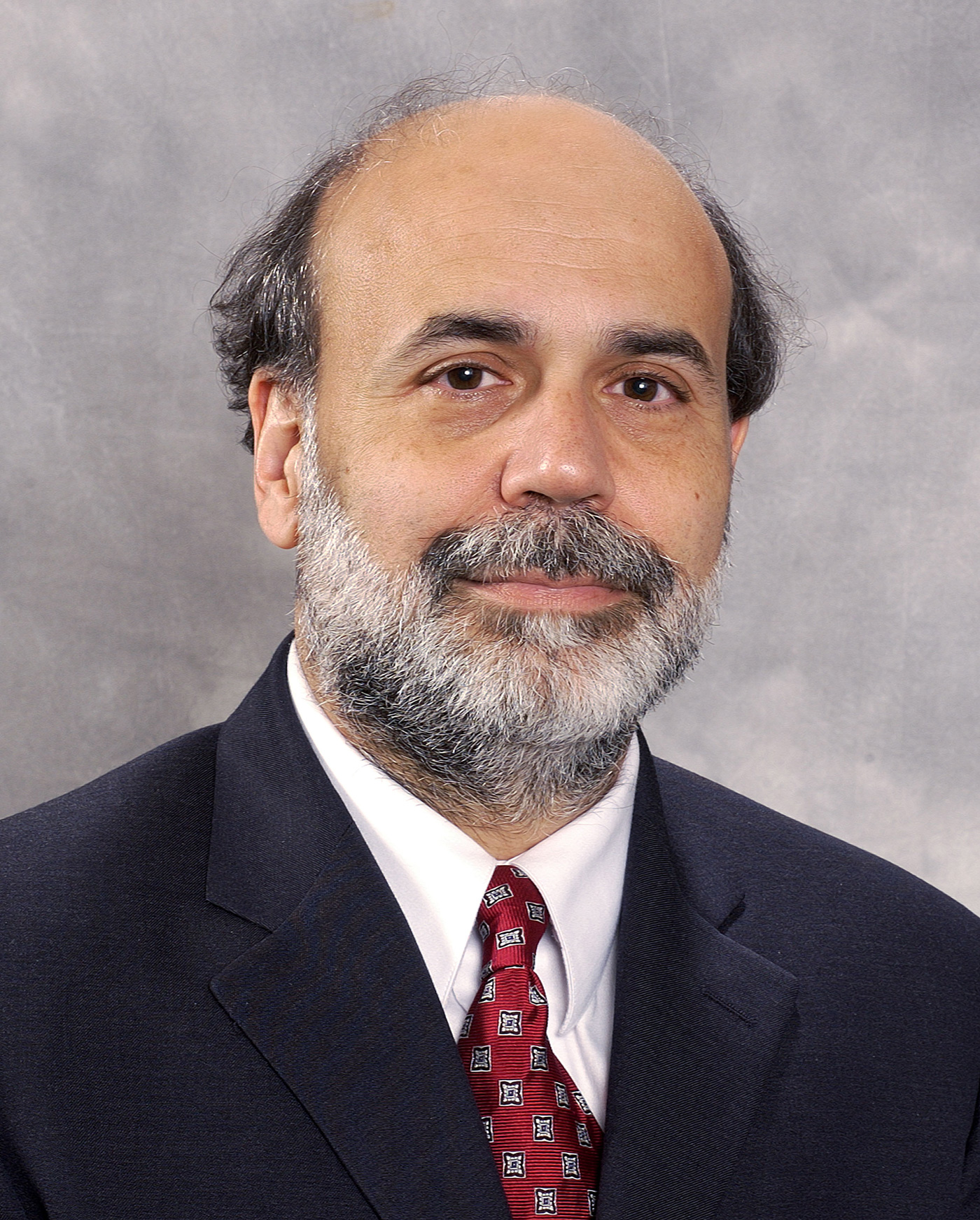
Ben Bernanke

Aunque hay un común consenso de que la mayoría de las influencias sociales todavía pueden ser entendidas por las seis bases de poder originales, las bases fundamentales se han elaborado y diferenciado aún más tal como se expresa en la tabla siguiente.

### Tabla 2
| Base de Poder | Mayor Diferenciación                                                                                             |
| ------------- | --- |
| Coacción      | Coacción Impersonal y Coerción Personal                                                                          |
| Recompensa    | Recompensa Impersonal y Recompensa Personal                                                                      |
| Legitimidad   | Legitimidad Formal (posición de poder), Legitimidad de la Reciprocidad, la Equidad y la Dependencia (Impotencia) |
| Experto       | Expertos Positivos y Negativos                                                                                   |
| Referente     | Referentes Positivos y Negativos                                                                                 |
| Informativo   | Informadores Directos e Indirectos                                                                               |

## Formas del poder
Como se mencionó anteriormente, hay seis conceptos principales de estrategias de poder consistentemente estudiadas en la investigación de comunicación social. Además, la investigación ha demostrado que la credibilidad de la fuente tiene un efecto explícito sobre las bases del poder utilizado en la persuasión.
La credibilidad de la fuente, las formas del poder y el poder objetivo, que se establece en base a variables tales como posición o título, están interrelacionados. Los niveles de cada uno tienen una relación directa en la manipulación y los niveles del uno respecto del otro. Las bases del poder difieren según la forma en que se implementen los cambios sociales, la permanencia de tales cambios y las formas en que se establece y se mantiene cada base de poder.
Es muy importante anotar que la efectividad del poder es muy situacional. Al tener seis bases sólidas de poder estudiadas en el campo de la comunicación, es muy importante conocer los usos situacionales de cada forma, centrándose en cuándo cada una es más efectiva. De acuerdo con French y Raven, "es de especial interés práctico saber qué bases de poder o qué estrategias de poder tienen más probabilidades de ser efectivas, pero está claro que no hay una respuesta simple.
Por ejemplo, una estrategia de poder que funciona inmediatamente pero depende de la vigilancia (por ejemplo, el poder de recompensa o el poder coercitivo) puede no durar una vez que finalice la vigilancia. Un estudio organizacional encontró que el poder de recompensa tendía a llevar a una mayor satisfacción por parte de los empleados, lo que significa que podría aumentar la influencia en una amplia gama de situaciones. El poder coercitivo fue más efectivo para influenciar a un subordinado que puso en peligro el éxito de la organización en general o amenazó la autoridad del líder, aunque a corto plazo también generó resentimiento por parte del objetivo. 
Una estrategia de poder que finalmente conduzca a la aceptación privada y al cambio duradero (por ejemplo, el poder de información) puede ser difícil de implementar y puede consumir un tiempo y energía considerables. En el corto plazo, depender por completo del poder de la información puede ser incluso peligroso (por ejemplo, decirle a un niño pequeño que no corra por la calle sin supervisión). Un oficial militar que conduce a sus tropas al combate podría verse severamente discapacitado si tuviera que dar explicaciones completas para cada movimiento. En su lugar, desearía confiar en un poder de posición legítimo incuestionable, respaldado por el poder coercitivo. 
Los recursos de poder, que pueden ser efectivos para un líder, al tratar con un objetivo o seguidor, pueden no funcionar para un líder y seguidor diferente. La forma en que se utiliza la estrategia de poder también afectará su éxito o fracaso. Cuando se considera necesaria la coacción, un líder puede suavizar sus efectos negativos con un toque de humor. Se han realizado estudios que indican que los factores culturales pueden determinar la efectividad de las estrategias de poder.

### Poder coercitivo

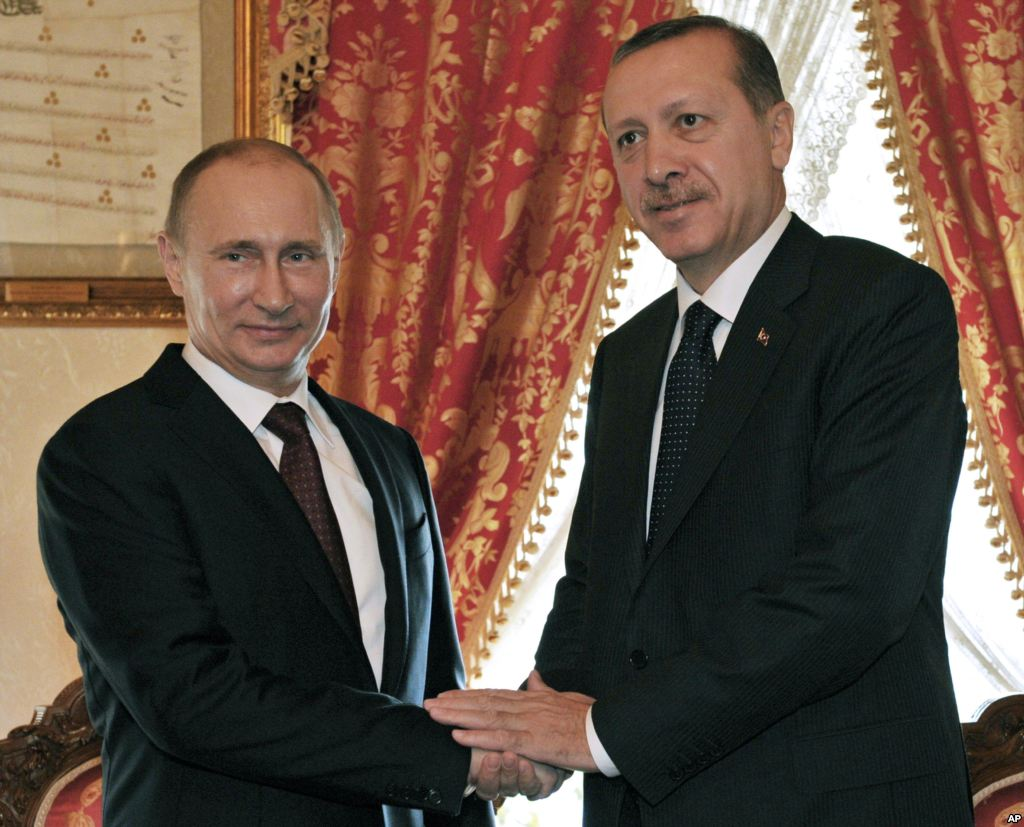
Edrogan y Putin - 2012

El poder coercitivo usa la amenaza de la fuerza para obtener el cumplimiento de otro. La fuerza puede incluir medios físicos, sociales, emocionales, políticos o económicos. La coacción no siempre es reconocida por el objetivo de influencia. Este tipo de poder se basa en la idea de coerción. La idea principal detrás de este concepto es que alguien se ve obligado a hacer algo que él / ella no desea hacer. El objetivo principal de la coerción es el cumplimiento. La influencia del poder coercitivo depende socialmente de cómo el objetivo se relaciona con el cambio deseado por el agente de la influencia. Además, una persona debería ser observada constantemente por el agente influyente para que el cambio permanezca en vigencia.

#### Impersonal
Un ejemplo de coerción impersonal se relaciona con la creencia de una persona de que el agente influyente tiene el poder real de amenazar físicamente, imponer una multa monetaria o despedir a un empleado.

#### PERSONAL

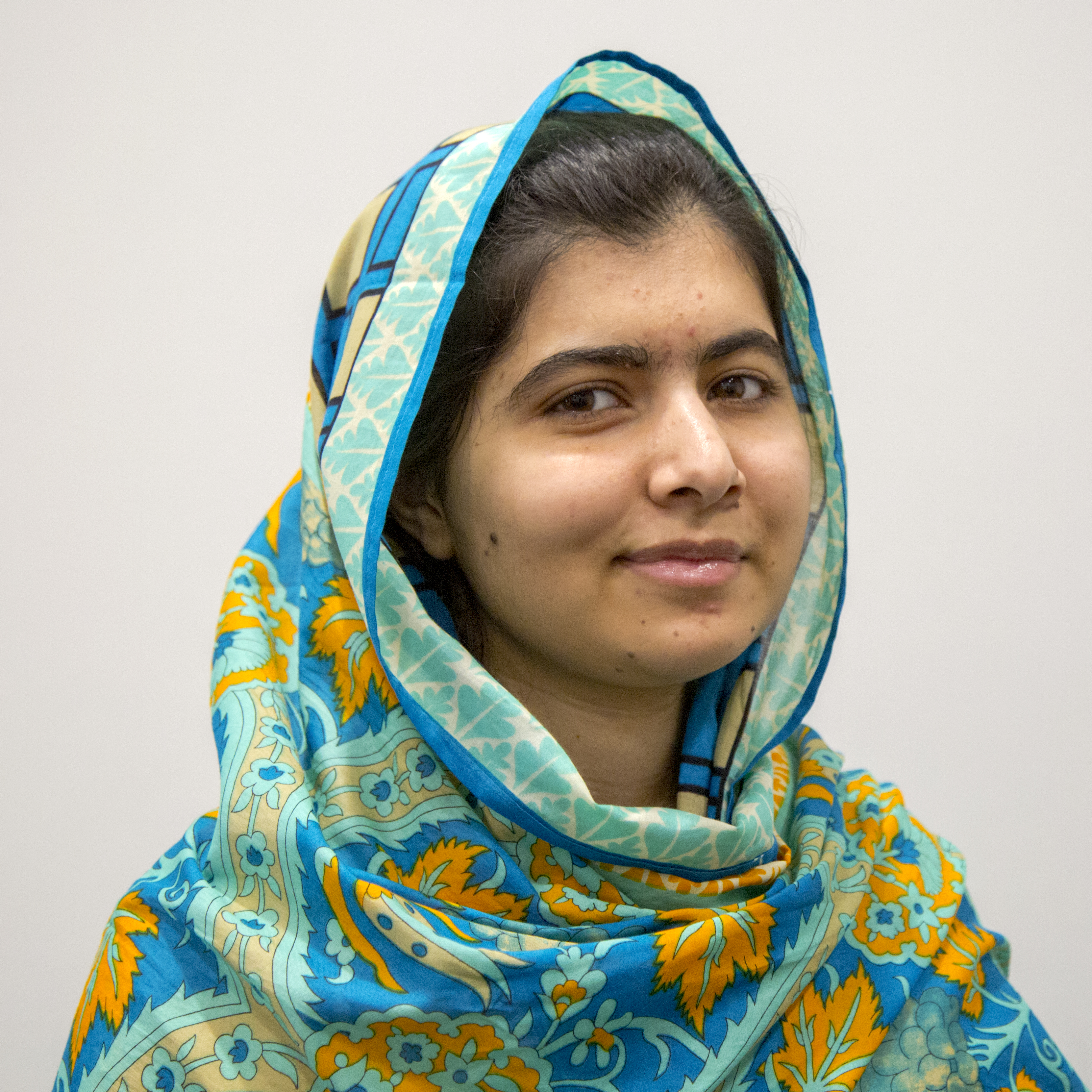
Malala Yousafzai 2015

Un ejemplo de coacción personal se relaciona con una amenaza de rechazo o la posibilidad de desaprobación de una persona que es muy valorada.
Se ha demostrado que el poder de coacción está relacionado con un comportamiento punitivo que puede ser externo a las expectativas normales de un papel. Sin embargo, la coacción también se ha asociado de manera positiva con el comportamiento generalmente punitivo y negativamente asociada a la conducta de recompensa contingente. Esta fuente de poder a menudo puede generar problemas y, en muchas circunstancias, implica abuso. 
El tipo de líderes que se basan en el uso de amenazas en su estilo de liderazgo, utilizan a menudo amenazas que implican decir que alguien será despedido o degradado.

### Poder de recompensa
Ver también: condicionamiento operante, refuerzo y castigo (psicología)
El poder de recompensa se basa en el derecho de algunos a ofrecer o negar recompensas tangibles, sociales, emocionales o espirituales a otros por hacer lo que se desea o se espera de ellos. Algunos ejemplos de poder de recompensa (recompensa positiva) son: (a) un niño recibe dinero por obtener mejores calificaciones; (b) un estudiante es admitido en una sociedad de honor por unas calificaciones excelentes; (c) un jubilado es elogiado y agasajado por un servicio prolongado en una fiesta de jubilación.
Algunos ejemplos de poder de recompensa (recompensa negativa) son: (a) un conductor es multado por estacionamiento ilegal; (b) un adolescente castigado sin salir una semana por portarse mal; (c) un jugador novato es ridiculizado por no seguir la tradición. 
Pueden surgir algunos escollos cuando se confía demasiado en el poder de la recompensa; estos incluyen: (a) algunas personas se obsesionan y dependen demasiado de las recompensas para realizar incluso actividades mundanas; (b) temores demasiado severos de multas pueden inmovilizar a algunas personas; (c) a medida que pasa el tiempo, las recompensas pasadas se vuelven insuficientes para motivar o activar los resultados deseados; y (d) las recompensas negativas pueden ser pervertidas en atención positiva.

#### Impersonal
Un ejemplo de recompensa impersonal se relaciona con promesas de promociones, dinero y recompensas de diversas áreas sociales.

#### Personal
Un ejemplo de recompensa personal se refiere a la recompensa de recibir la aprobación de una persona deseada.

### Poder legítimo

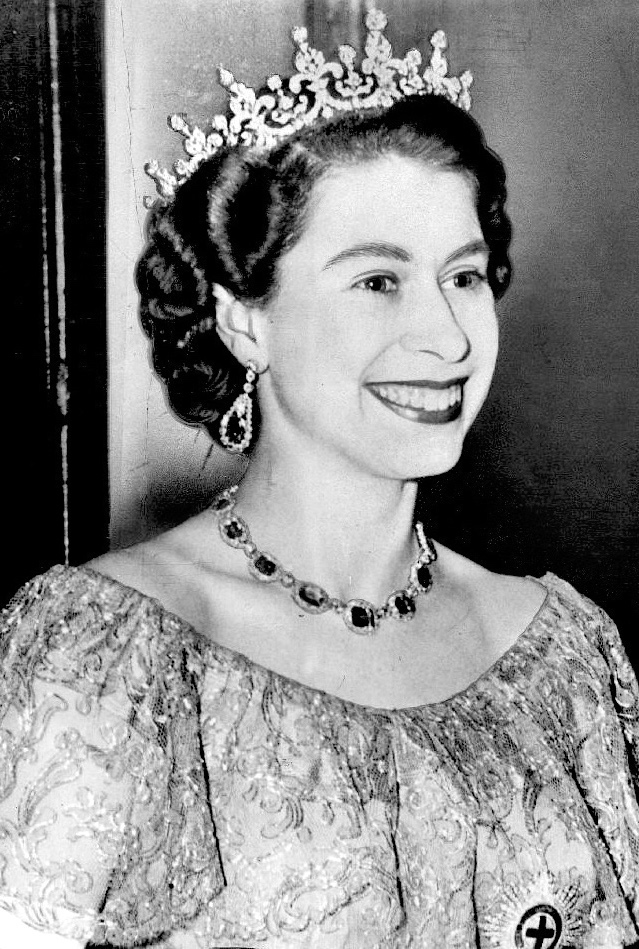
La reina Isabel II en 1953

El poder legítimo proviene de un puesto de autoridad elegido, seleccionado o designado y puede estar respaldado por normas sociales. Este poder significa la capacidad de administrar a otro ciertos sentimientos de obligación o la noción de responsabilidad. "Premiar y castigar a los subordinados generalmente se considera una parte legítima del rol de liderazgo formal o designado y la mayoría de los puestos gerenciales en las organizaciones de trabajo conllevan cierto grado de recompensa y castigo esperados". Este tipo de poder formal depende de la posición en una jerarquía de autoridad. 
Ocasionalmente, aquellos que poseen un poder legítimo no reconocen que lo tienen, y pueden comenzar a notar que otros los rodean para lograr sus objetivos. Tres bases del poder legítimo son los valores culturales, la aceptación de la estructura social y la designación. Los valores culturales comprenden una base general para el poder legítimo de una entidad sobre otra. Tal legitimidad es conferida por otros y esta legitimidad puede ser revocada por los otorgantes originales, sus designados o sus herederos.
El poder legítimo se origina en un objetivo de influencia que acepta el poder del agente influyente, mientras que el cambio de comportamiento o el cumplimiento se produce en función de la obligación del objetivo. Quien usa el poder legítimo puede tener una gran necesidad de poder, que es su motivador para usar esta base para el cambio en el comportamiento y la influencia. Puede haber un rango de poder legítimo.

#### Posición

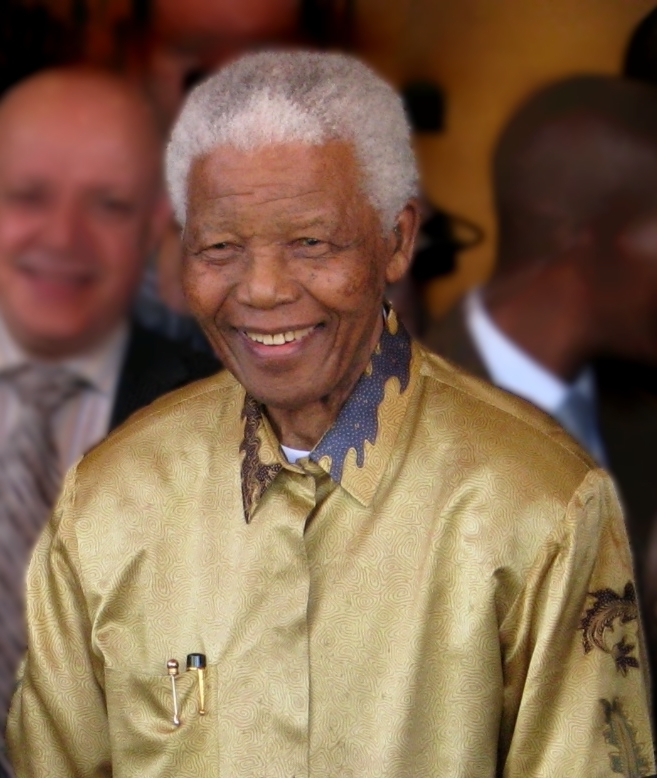
Nelson Mandela - 2008

El poder de posición legítimo se basa en la norma social que exige que las personas sean obedientes a quienes ocupan puestos superiores en una estructura social formal o informal. Los ejemplos pueden incluir: la legitimidad de un oficial de policía para realizar arrestos; la legitimidad de un padre para restringir las actividades de un niño; la legitimidad del presidente de EE. UU. para vivir en la Casa Blanca; y la legitimidad del Congreso para declarar la guerra. Pueden surgir algunos escollos cuando se confía demasiado en el poder legítimo; estos incluyen: (a) las exigencias inesperadas requieren que las personas no legitimadas actúen en ausencia de una autoridad legítima, como un arresto ciudadano en ausencia de un oficial de policía; y (b) la legitimidad militar.

#### Reciprocidad
El poder legítimo de la reciprocidad se basa en la norma social de la reciprocidad. Esta se refiere a cómo nos sentimos obligados a hacer algo por alguien que hace algo beneficioso para nosotros.

#### Equidad
El poder legítimo de la equidad se basa en la norma social de la equidad (o daños compensatorios). La norma social de la equidad hace que las personas se sientan obligadas a compensar a alguien que ha sufrido o ha tenido un trabajado duro. Se basa en la premisa de que hay un error que se puede corregir, lo que puede ser una forma compensatoria de enmendar el mal.

#### Dependencia
El poder legítimo de la dependencia se basa en la norma social de la responsabilidad social. La norma de la responsabilidad social establece cómo las personas se sienten obligadas a ayudar a alguien que necesita asistencia.

### Poder referente

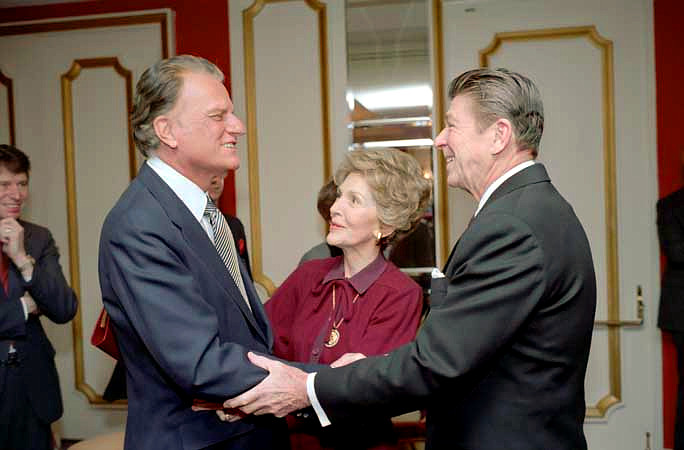
Reagan con el reverendo Billy Graham

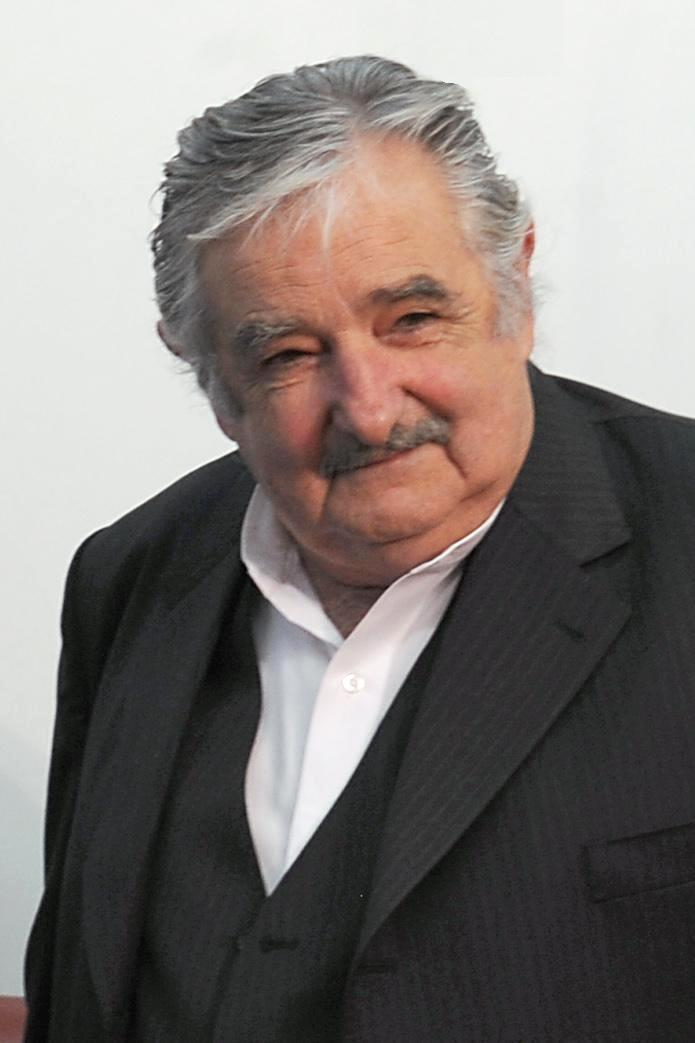
Pepe Mujica, presidente de Uruguay 2010-2015

El poder de referencia está arraigado en las afiliaciones que hacemos y / o en los grupos y organizaciones a las que pertenecemos. A partir de nuestra afiliación con un grupo, las creencias del grupo se comparten hasta cierto punto. Como el poder del referente enfatiza la similitud, el respeto por la superioridad de un agente de influencia puede verse socavado por un objetivo de influencia. El uso de esta clase de poder y sus resultados puede ser negativo o positivo. Un agente de cambio motivado con una fuerte necesidad de afiliación y preocupación por la simpatía preferirá esta base de poder e influirá en su estilo de liderazgo. La gratitud o la adulación y el sentido de comunidad pueden ser utilizados por un agente de influencia para aumentar su influencia.

#### Positivo
El poder de referencia en una forma positiva utiliza la conexión personal compartida o la creencia compartida entre el agente de influencia y el objetivo con la intención de inducir acciones del objetivo correlacionadas positivamente.

#### Negativo
El poder referente en una forma negativa produce acciones en oposición a la intención del agente influyente, este es el resultado de la creación del agente de disonancia cognitiva entre el agente influyente referente y la percepción del objetivo de esa influencia.
Ejemplos de poder de referencia incluyen: en general los secretarios de prensa de la Casa Blanca han recibido un pago excelente por sus memorias relacionadas con su presencia en la sede del gobierno; la Sra. Hillary Clinton ganó capital político por su matrimonio con el presidente; y los bomberos han recibido reconocimiento vocacional debido a la asociación con los heroicos bomberos de Nueva York. Pueden ocurrir algunos escollos relacionados con las suposiciones de los referentes; estos incluyen: (a) culpa o gloria por asociación donde se establece poco o ningún vínculo verdadero; (b) los rasgos asociativos tienden a permanecer mucho después de que la asociación real termina; (c) algunos individuos tienden a pagar caro por las fechorías o las terribles reputaciones de los asociados. Es importante distinguir entre el poder de referencia y otras bases de poder social que implican control o conformidad. Según Fuqua, Payne y Cangemi, el poder de referencia actúa como un modelo de poder. Depende del respeto, el gusto y la estima de otro individuo. Por lo general, se desarrolla durante un largo período de tiempo.
El poder de un referente puede tener la capacidad de administrar a otro un sentido de aceptación personal o aprobación personal. Este tipo de poder es lo suficientemente fuerte como para que el poseedor del poder a menudo sea considerado como un modelo a seguir. Este poder a menudo se considera admiración o encanto. La responsabilidad involucrada es pesada y se pierde fácilmente, pero cuando se combina con otras formas de poder puede ser muy útil. El poder de referencia se ve comúnmente en las figuras políticas y, aunque las celebridades suelen tenerlo también.

### Poder experto

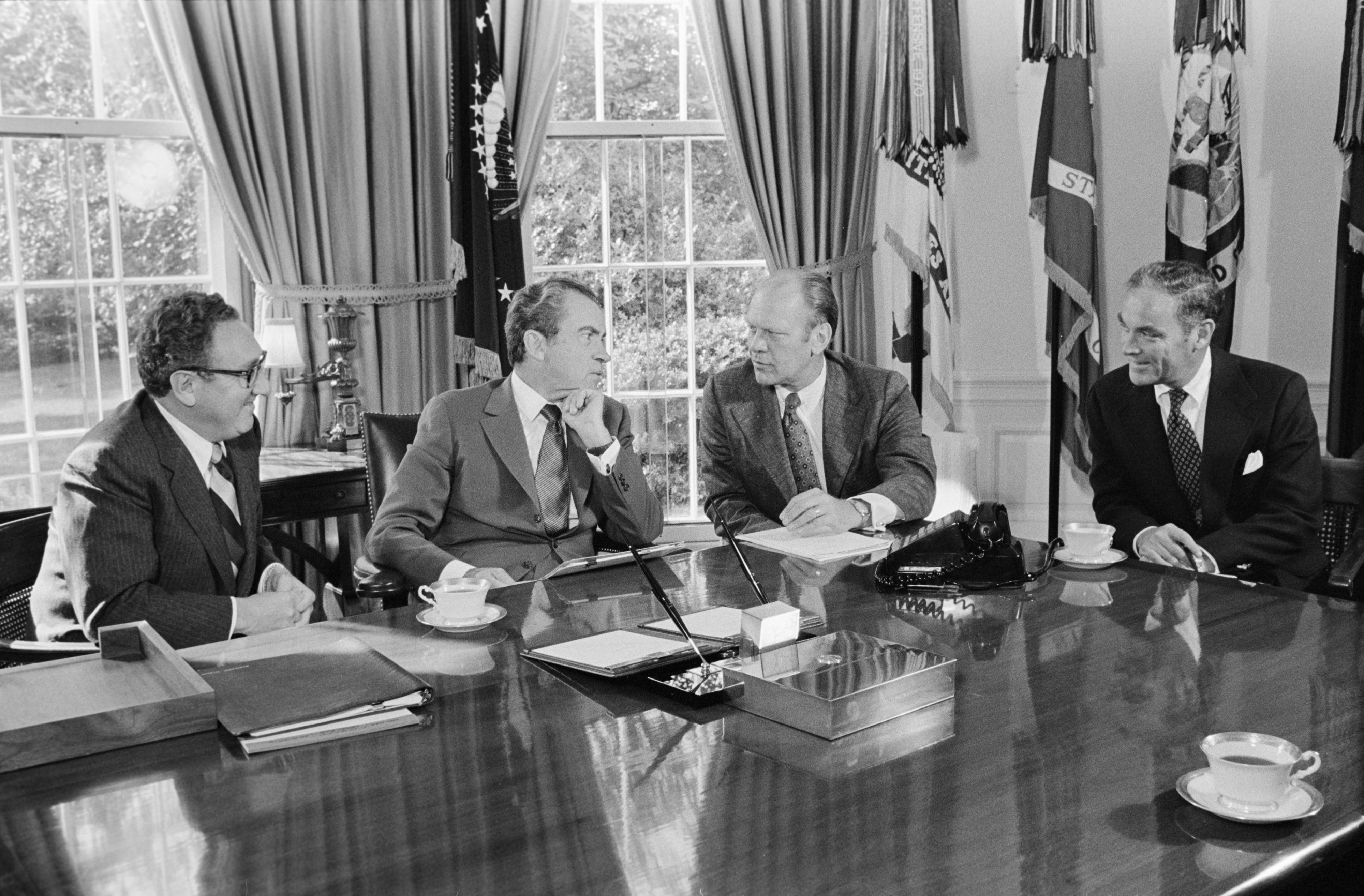
Kissinger Nixon Ford y Haig en 1973

El poder de los expertos se basa en lo que saben, su experiencia y habilidades especiales o talentos. La experiencia se puede demostrar mediante la reputación, las credenciales que certifican la experiencia y las acciones. La efectividad y los impactos de la forma de poder de los expertos pueden ser negativos o positivos. De acuerdo con Raven, habrá más uso del poder experto si el motivo es una necesidad de logro. También se deben considerar la capacidad de administrar la información, el conocimiento o la experiencia. (Ejemplo: Doctores, abogados). Como consecuencia del poder o conocimiento experto, un líder puede convencer a sus subordinados para que confíen en él. La experiencia no tiene que ser genuina; es la percepción de la experiencia lo que proporciona la base de poder. Cuando las personas perciben o suponen que una persona posee habilidades o habilidades superiores, otorgan poder a esa persona.

#### Positivo
El poder experto en una forma positiva influye en el objetivo para actuar en consecuencia según lo instruido por el experto, sobre la base de la suposición del conocimiento correcto del experto.

#### Negativo
El poder experto en una forma negativa puede resultar de una persona que actúa en oposición a las instrucciones de los expertos si el objetivo siente que el experto tiene motivos de ganancia personal.
Algunos ejemplos incluyen: (a) un violinista demostrando su habilidad de interpretación de la música; (b) un profesor que presenta transcripciones de la escuela para demostrar experiencia en una disciplina; (c) un albañil cuenta con más de 20 años de experiencia para demostrar su capacidad. Pueden surgir algunos escollos cuando se depende demasiado de la experiencia; estos incluyen: (a) a veces se hacen inferencias que sugieren que la experiencia es más amplia en su alcance de lo que realmente es; por ejemplo, un experto en jarrones antiguos puede tener poca experiencia en lámparas antiguas; (b) la experiencia de uno no es eterna; por ejemplo, un médico que no se mantiene al día con la tecnología médica y los avances puede perder experiencia; y (c) la experiencia no necesariamente conlleva sentido común o juicio ético.

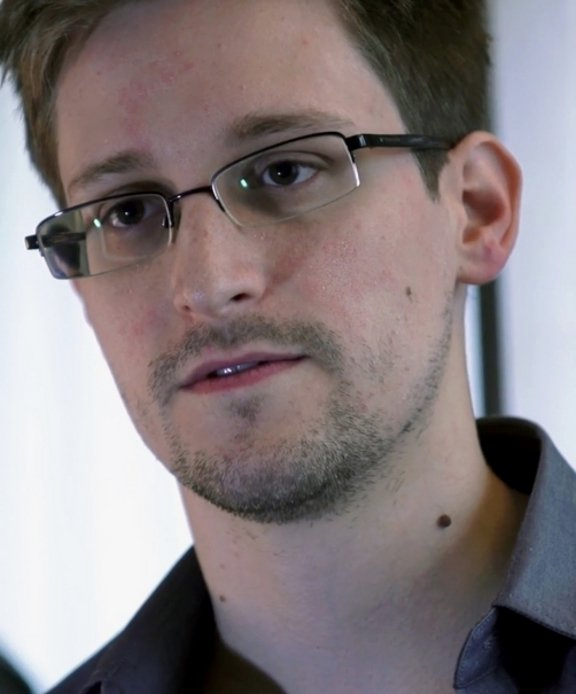
Edward Snowden

### Poder informativo
El poder informativo es la capacidad de un agente de tener influencia para generar cambios a través del recurso de la información. Podría decirse que Raven creía que el poder como influencia potencial lógicamente significaba que la información era una forma de influencia y que se derivaba la base de poder social del poder de información. La influencia informativa produce cognición y aceptación por parte del objetivo de la influencia. La capacidad de un comportamiento alterado iniciado a través de la información en lugar de un agente de cambio específico se denomina cambio socialmente independiente. Para establecer el poder de información, un agente de influencia probablemente proporcionaría una línea base de información a un objetivo de influencia para sentar las bases a fin de ser eficaz con la persuasión futura.
Un vínculo entre el poder de información, el control, la cooperación y la satisfacción han sido formulados y probados en un estudio de laboratorio. Los hallazgos indican que el control de un miembro de una organización sobre la estrategia de otro aumenta con su fuente de energía informativa. Según Raven, habrá más uso del poder de Información si el motivo es una necesidad de logro y también puede verse afectado por la autoestima de un agente. Feldman define el poder informativo como el tipo de poder más transitorio. Si uno le da información, entonces se le otorga el poder. Difiere de otras formas de poder porque se basa en lo que se sabe sobre el contenido de una situación específica, mientras que otras formas de poder son independientes del contenido.
El poder de información viene como resultado de poseer un conocimiento que otros necesitan o quieren. En la era de la tecnología de la información, el poder de la información es cada vez más relevante, ya que existe abundante información disponible. Puede haber un análisis de costo-beneficio por parte de un agente de influencia para determinar si la influencia o poder de información es la mejor estrategia. La influencia informativa o la persuasión generalmente serían favorables, sin embargo, podrían no ser las más adecuadas si faltara tiempo y esfuerzo.

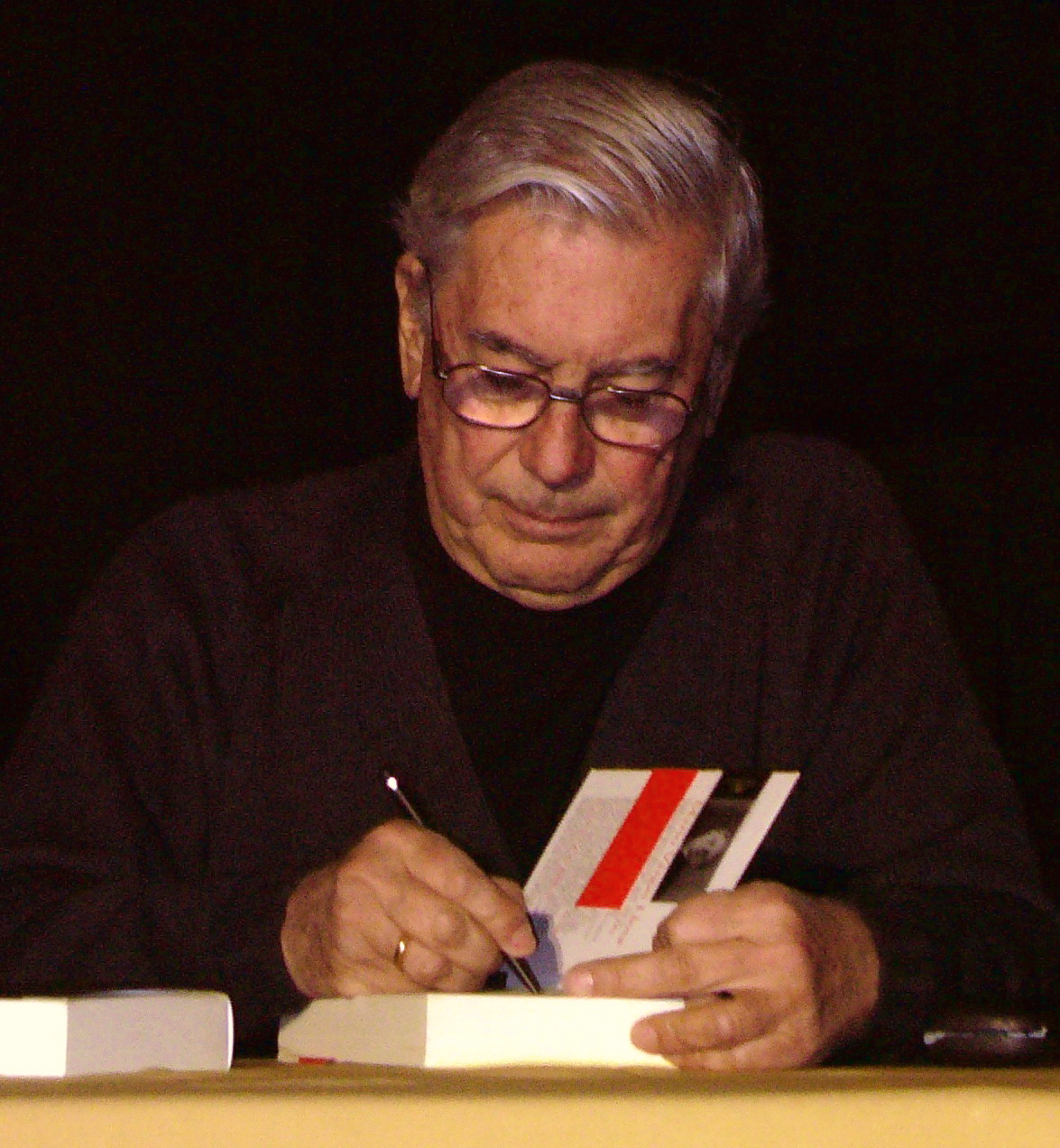
Mario Vargas Llosa

La información que se posee que nadie necesita o quiere es impotente. El poder de información se extiende a la capacidad de obtener información que no se tiene actualmente, como el caso de un bibliotecario o un administrador de base de datos. No toda la información está disponible; cierta información está controlada de cerca por pocas personas. Ejemplos de información que es sensible o que limita la accesibilidad: (a) datos de seguridad nacional; (b) información del personal para el gobierno o el negocio; (c) secretos comerciales corporativos; (d) registros judiciales juveniles; (e) muchos documentos judiciales resueltos de forma privada; (f) propietarios de cuentas bancarias suizas; y (g) conversaciones telefónicas privadas. Y por supuesto, las autorizaciones de escuchas para teléfonos obtenidas legalmente y el espionaje. La información puede, y a menudo se usa, como un arma, como en un divorcio, un caso de custodia de menores, una disolución comercial o en descubrimientos de demandas civiles. La información ha sido utilizada por algunos para extorsionar a otros por acción, declaración, acuerdo o desacuerdo.
El poder de información es una forma de poder personal o colectivo que se basa en el control de la información que necesitan otros para alcanzar un objetivo importante. Nuestra sociedad ahora depende del poder de la información como conocimiento para la influencia, la toma de decisiones, la credibilidad y el control. La información oportuna y relevante entregada a demanda puede ser la forma más influyente de adquirir poder. La información puede estar fácilmente disponible a través de registros públicos, investigaciones y, a veces, la información se supone privilegiada o confidencial. El objetivo de la influencia acepta, comprende e internaliza el cambio de forma independiente, sin tener que volver al agente influyente.
El poder de información se basa en el potencial de utilizar la información. Proporcionar argumentos racionales, usar información para persuadir a otros, usar hechos y manipular información puede crear una base de poder. Cómo se usa la información: compartirla con otros, limitarla a personas clave, mantenerla en secreto de personas clave, organizarla, aumentarla o incluso falsificarla, puede crear un cambio de poder dentro de un grupo.

#### Directo
Información presentada por el agente influyente directamente al objetivo del cambio. 

#### Indirecto
La información presentada indirectamente al objetivo del cambio sin intentar influir, como pistas o sugerencias.

#### Socialmente independiente del cambio

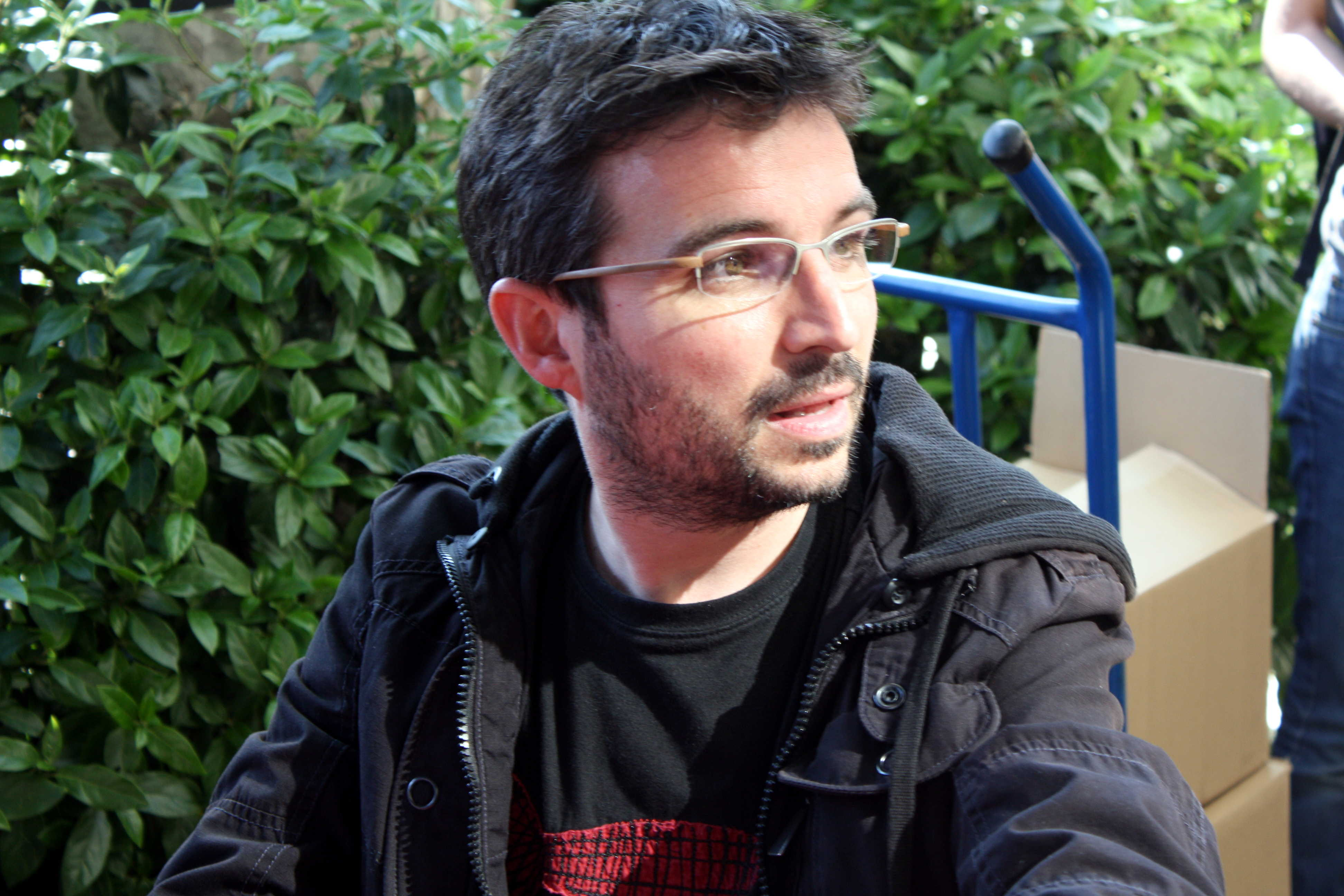
Jordi Evole

La capacidad de un comportamiento alterado iniciado a través de la información en lugar de un agente de cambio específico se denomina cambio socialmente independiente. El poder socialmente independiente del cambio puede reflejar el objetivo de continuar cambiando el comportamiento sin referirse, ni siquiera recordar, al supervisor o individuo de la autoridad como agente de cambio porque el objetivo comprende y acepta el razonamiento de la información recibida.

#### Accesibilidad
Raven reconoció que los líderes pueden intentar influenciar a los subordinados mediante el acceso y el control de la información. El poder de información se puede utilizar tanto en clasificaciones personales como posicionales y se encuentra entre las bases de poder más preferidas.

#### Herramientas / mecanismos
El poder de información incluye no solo poseer información, sino también la capacidad de obtener información relevante de manera oportuna para amasar una base de poder. El uso de herramientas o mecanismos tecnológicos como Internet, teléfonos inteligentes y redes sociales progresa en el acceso de la sociedad a la información, pero el poder de información como base se deriva al determinar la utilidad y la idoneidad de la información.

## El poder como una función de los estilos de liderazgo

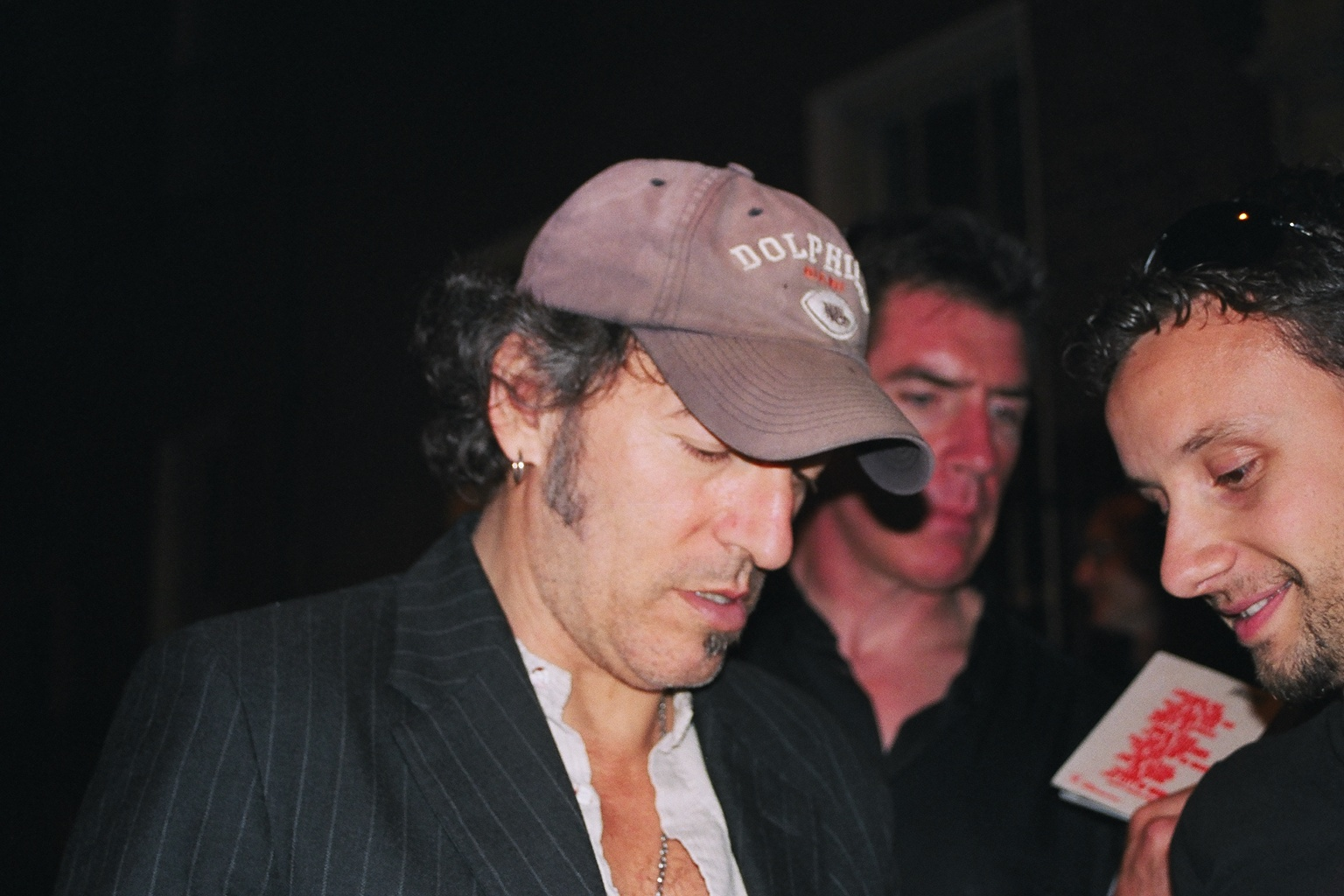
Bruce Springsteen en 2003

El poder de la tradición es la fuerza que se ejerce sobre nosotros para conformarnos a las formas tradicionales. Las tradiciones, en su mayor parte, son construcciones sociales; nos invitan, seducen u obligan a conformarnos y actuar de manera predecible y con patrones. Romper con las tradiciones pone a las personas en riesgo de alienación social. Las tradiciones pueden embotar la racionalidad; pueden bloquear la innovación; y pueden parecerles a los de afuera como equivocadas cuando las bases de las tradiciones originales se vuelven obsoletas u olvidadas.
El poder de las tradiciones, en lugar de estar típicamente conferido a individuos particulares, normalmente se centra en la conformidad del grupo.
El poder carismático es esa aura poseída solo por unos pocos individuos entre nosotros; se caracteriza por una gran confianza, atractivo físico típico, destreza social, amabilidad, habilidades de liderazgo más agudas y mayor encanto. Algún carisma tiene connotaciones oscuras y siniestras, como las que muestran Adolf Hitler, Idi Amin, Osama bin Laden, o David Koresh. Otros demuestran demostraciones más positivas de carisma como el mostrado por Jacqueline Kennedy, Charles de Gaulle, Diana, Princesa de Gales, Michael Jordan y Bruce Springsteen. El carisma tiene, en muchos casos, una racionalidad en cortocircuito; es decir, otros han sido engañados o engañados para que no consideren racionalmente lo que el líder carismático solicita o exige pero que sigue como resultado de la atracción carismática. Debe recordarse que el poder es efectivo solo cuando el objetivo de las acciones está de acuerdo [implícita o explícitamente] con la dinámica de poder relevante; todos somos técnicamente capaces de resistir el poder de los demás; a veces, sin embargo, podemos sentirnos impotentes para resistir o el precio social, político, personal y / o emocional a pagar es demasiado alto o tememos fallar en resistir.